# Hotel Capri
El Hotel Capri, conocido como Hotel Horizontes Capri en la década de los noventa y Hotel NH Capri La Habana en la actualidad, es un hotel histórico ubicado en El Vedado (La Habana, Cuba).

## Historia
En 1955, el presidente Batista promulgó la Ley de Hoteles 2074, ofreciendo disminución de impuestos, contratos del gobierno y licencias de casinos a quien construyera un hotel que costara más de USD$ 1,000,000 o un club nocturno que costara USD $200,000 en La Habana. Dicha ley impulsó a Meyer Lansky y a sus socios a inundar la ciudad de hoteles y casinos. 
El Hotel Capri fue el primero de varios que serían construidos. Ubicado en la Calle 21, entre N y O, Vedado, a sólo una cuadra del Hotel Nacional, abrió sus puertas en noviembre de 1957. Con 250 habitaciones, la edificación de diecinueve plantas fue uno de los mayores hoteles con casinos en La Habana en su momento. Posee una piscina en la azotea. 
Propiedad del mafioso estadounidense Santo Trafficante, Jr. de Tampa, Florida, el hotel/casino estaba operado por Nicholas Di Costanzo, Charles Turin (alias: Charles Tourine o Charley "The Blade"), y Santino Masselli del Bronx (alias "Sonny the Butcher"). Tras su apertura, George Raft fue contratado para ser el anfitrión del club del hotel, mientras perteneció a los gánsteres. Se cree que poseía importantes intereses en el club.
El hotel fue diseñado por el arquitecto José Canavés y era propiedad de la familia Canavés. El hotel, junto con su famoso casino, fue arrendado al hotelero estadounidense, "Skip" Shephard. El casino fue clausurado en 1959 con la llegada de la Revolución cubana, y el hotel fue nacionalizado por el gobierno en octubre de 1960.El hotel contó con un cabaret en el que actuaron figuras como Olga Guillot o Gina León, quien fue conocida como «La dama del Capri».
El hotel se llamó Hotel Horizontes Capri en la década de 1990, hasta que fue cerrado en 2003. Fue reinaugurado en enero de 2014 tras una fuerte restauración,y a partir de este momento fue operado por el grupo español NH Hoteles bajo el nombre de Hotel NH Capri La Habana.

## Filmografía
- La piscina de la azotea puede ser vista en la escena de apertura de la película Soy Cuba del cineasta soviético Mikhail Kalatozov.

- La entrada principal y la cuadra adyacente son visibles en la miniserie soviética TASS está autorizado a declarar... (episodio 2, 55:05-55:43), basada en una novela del mismo nombre escrita por Yulian Semyonov.

- En la película de Francis Ford The Godfather Part II, Fredo Corleone le lleva un maletín con $2 millones a su hermano Michael en el Hotel Capri. La película se refiere al involucramiento de la mafia estadounidense en la industria del juego y los hoteles en Cuba durante la Dictadura anterior a la actual (dese 1959) presidida por Batista (1952-1958). La película fue filmada en República Dominicana, con el Hotel El Embajador sustituyendo al Capri.